# Birra Asmara
La Birra Asmara (conosciuta anche con il nome originario di Birra Melotti) è una birra eritrea, prodotta nel birrificio omonimo di Asmara.

## Storia

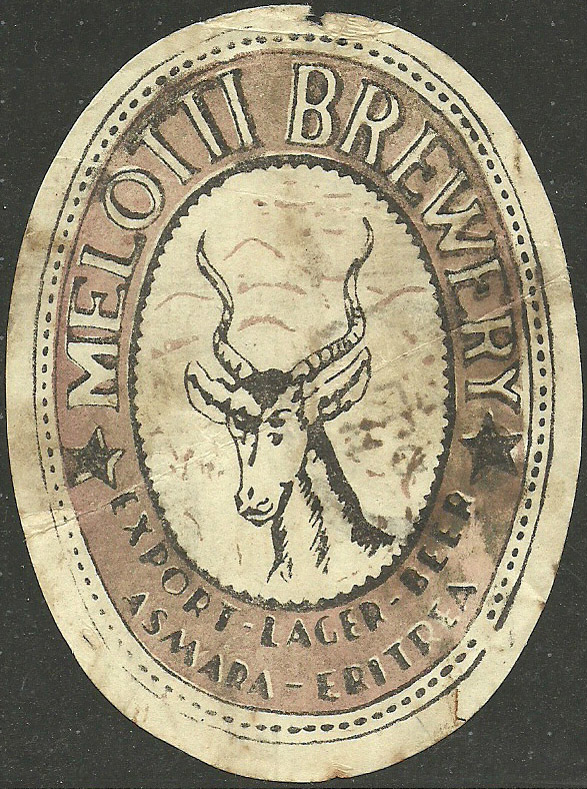
Birra Melotti, 1945

Il birrificio fu fondato nel 1939 dall'italiano Luigi Melotti, e dopo l'indipendenza del paese l'attività fu portata avanti dalla moglie e dal figlio. Lo stabilimento comprendeva anche una vetreria per la produzione delle bottiglie, e, oltre alla birra, furono avviate la produzione di gin, zibibbo e altri liquori.
Il birrificio fu nazionalizzato dal regime etiope durante l'occupazione dell'Eritrea e fu infine ereditato dal governo Eritreo nel 1991. Attualmente la proprietà è condivisa tra lo stato eritreo e alcuni investitori privati.

## Diffusione
La Birra Asmara è molto diffusa nel paese, ma è anche bevuta all'estero, soprattutto nei paesi confinanti, dal momento che il 40% della produzione (che consta di 400.000 bottiglie l'anno) è destinato all'esportazione.
Il birrificio è inoltre proprietario di una delle più importanti squadre di calcio del paese, l'Asmara Brewery.
Negli ultimi anni ha vissuto la concorrenza di un altro marchio eritreo di birra, la Golden Star.